# Rivamonte Agordino
Rivamonte Agordino är en ort och kommun i provinsen Belluno i regionen Veneto i Italien. Kommunen hade 612 invånare (2018).